# Myśl Wojskowa
Myśl Wojskowa (MW) –  czasopismo fachowo-wojskowe; dwumiesięcznik. Powstało w 1950 i nieprzerwanie ukazywał się do 2006. W styczniu 2007, nawiązując do przedwojennej tradycji, przekształcono „Myśl Wojskową” w „Kwartalnik Bellona”. Wychodziła również „Myśl Wojskowa” o klauzuli „Tajne”, w odróżnieniu od białych okładek jawnej wersji posiadała charakterystyczne czerwone okładki. 
Artykuły publikowane w „Myśli Wojskowej” mają charakter dyskusyjny i odzwierciedlają poglądy autorów na omawiane zagadnienia.

## 1990
Komitet redakcyjny:
- Przewodniczący komitetu redakcyjnego: Henryk Szumski;
- Zastępca przewodniczącego komitetu redakcyjnego: Tadeusz Jemioło, Franciszek Puchała;
- Redaktor naczelny: Roman Orłowski;
- Redaktor techniczny: Teresa Banaszkowska
- Członkowie komitetu redakcyjnego: Henryk Andracki, Zdzisław Barszczewski, Zenon Bryk, Leszek Chyła, Marian Daniluk, J. Greń, Zygmunt Jasik, M. Koch, Leon Komornicki, Włodzimierz Kwaczeniuk, Ryszard Łukasik, Kazimierz Nożko, Tadeusz Obroniecki, Jan Ohnsorge, Henryk Pietrzak, Kazimierz Pietrzyk, Piotr Szweda, Antoni Walczak, Zdzisław Żarski

## 1991
Komitet redakcyjny:
- Przewodniczący komitetu redakcyjnego: Franciszek Puchała;
- Zastępca przewodniczącego komitetu redakcyjnego: Roman Misztal, Marian Robełek;
- Redaktor naczelny: Roman Orłowski;
- Redaktor techniczny: Teresa Banaszkowska
- Członkowie komitetu redakcyjnego: Henryk Andracki, Zdzisław Barszczewski, Marian Daniluk, J. Greń, Zygmunt Jasik, Tadeusz Jauer, M. Koch, Michał Krauze, Włodzimierz Kwaczeniuk, Ryszard Łukasik, Henryk Pietrzak, Kazimierz Pietrzyk, Władysław Saczonek, Zygmunt Sadowski, Józef Szczecki, Piotr Szweda, Stanisław Taborowski, Adam Tylus, Andrzej Tyszkiewicz, Antoni Walczak

## 1994
Komitet redakcyjny:
- Przewodniczący komitetu redakcyjnego: Edmund Bołociuch;
- Zastępca przewodniczącego komitetu redakcyjnego: Marian Robełek;
- Redaktor naczelny: Jerzy Telep;
- Redaktor techniczny: Teresa Banaszkowska
- Członkowie komitetu redakcyjnego: Jarosław Bielecki, Czesław Borowski, Witold Cieślewski, Stanisław Filipiak, Tadeusz Jauer, Zbigniew Kamiński, Michał Krauze, Ryszard Łukasik,  Henryk Pietrzak, Edward Pietrzyk, Kazimierz Pietrzyk, Władysław Saczonek, Zygmunt Sadowski, Stanisław Taborowski, Henryk Tacik, Kazimierz Tomaszewski, Antoni Walczak, Zdzisław Wijas

## 1995
Komitet redakcyjny:
- Przewodniczący komitetu redakcyjnego: Edmund Bołociuch;
- Zastępca przewodniczącego komitetu redakcyjnego: Marian Robełek;
- Redaktor naczelny: Jerzy Telep;
- Redaktor techniczny: Teresa Banaszkowska
- Członkowie komitetu redakcyjnego: Jarosław Bielecki, Czesław Borowski, Józef Chmiel, Witold Cieślewski, Roman Dysarz, Andrzej Ekiert, Stanisław Filipiak, Tadeusz Jauer, Zbigniew Kamiński, Władysław Karcz, Michał Krauze, Zbigniew Lewandowski, Ryszard Łukasik,  Krzysztof Pajewski, Henryk Pietrzak, Edward Pietrzyk, Aleksander Poniewierka, Władysław Saczonek, Zygmunt Sadowski, Stanisław Taborowski, Henryk Tacik, Kazimierz Tomaszewski, Zdzisław Wijas

## Działy tematyczne
- Bezpieczeństwo RP
- Sztuka wojenna
- Dydaktyka i szkolenie
- Ekonomika wojskowa
- Doświadczenia
- Wojskowa literatura zagraniczna
- Recenzje i omówienia